# 挟叶拟合睫藓
挟叶拟合睫藓（学名：Pseudosymblepharis angustata），又名拟合睫藓，为丛藓科拟合睫藓属下的一个种。